# Trichoptya sinifera
Trichoptya sinifera är en fjärilsart som beskrevs av George Francis Hampson 1912. Trichoptya sinifera ingår i släktet Trichoptya och familjen nattflyn. Inga underarter finns listade i Catalogue of Life.